# Stan Chervin
Stan Chervin é um roteirista norte-americano. Como reconhecimento, foi nomeado ao Oscar 2012 na categoria de Melhor Roteiro Adaptado por Moneyball.